# Гейша
Ге́йша (яп. 芸者 гэйся) — женщина, развлекающая своих клиентов (гостей, посетителей) японским танцем, пением, ведением чайной церемонии, беседой на любую тему, обычно одетая в кимоно и носящая традиционные макияж и причёску.
Основная работа гейш — проведение банкетов в чайных домах, отелях японского типа и традиционных японских ресторанах, где гейша выступает хозяйкой вечеринки, развлекая гостей (мужчин и женщин). Банкет в традиционном стиле носит название о-дзасики (яп. お座敷, дословно «комната с татами»). Гейша должна направлять беседу и способствовать весёлому времяпрепровождению своих гостей, зачастую флиртуя с ними, но сохраняя при этом своё достоинство.
Традиционно в японском обществе разделяют круги общения, из-за чего жёны японцев не могли присутствовать на банкетах с коллегами, это расслоение породило гейш — женщин, которые не входили во внутренний, семейный круг общения. Уклад жизни гейш был чётко расписан: бо́льшую часть своего времени они, особенно до Второй мировой войны, проводили в городских районах, называемых ханамати (花街 — «город цветов»). Наиболее известными подобными районами являются Гион Кобу, Камиситикэн и Понто-тё, расположенные в Киото, и в которых традиционный образ жизни гейш сохранился более явно.
Гейш в современной Японии, даже в Киото, осталось совсем немного: так, если в 1920-е годы по всей стране было более 80 тысяч гейш, то по состоянию на 2018 год их число не превышает и тысячи, из них в Токио и Киото примерно по три сотни.
- Гейша, играющая на сямисэне
- Танцующие гейши
- Гейши в возрасте
- Гейша (слева) и ученица

## Название
Название профессии состоит из двух иероглифов: «искусство» и «человек», таким образом означая «человек искусства». Вместе с тем для обозначения подобных артисток и их профессии, как в японском, так и в остальных мировых языках, включая русский, встречаются и другие наименования. Так, в области Кансай, где расположен Киото — один из крупнейших центров культуры гейш, начиная с реставрации Мэйдзи используются понятия «гэйко», а для ученицы — понятие «майко». Слово «майко» используется и в других городах
Ученицы токийских гейш называются хангёку «полудрагоценный камень», так как их время в два раза дешевле, чем время гейши); также имеется общее наименование «о-сяку» (яп. お酌, «разливающая саке»).

## История профессии
Основными центрами культуры гейш являются Киото, Осака и Токио, где они впервые появились в XVII столетии. И если изначально в роли гейш выступали мужчины — актёры и музыканты театра Кабуки, то позднее представителями этой профессии становились только женщины. Между гейшами и актёрами Кабуки до сих пор существует связь: гейши посещают представления, а актёры ходят на банкеты. Кроме того, существует декабрьская традиция актёрам расписываться на кандзаси учениц гейш.
Первыми гейшами были мужчины, работавшие шутами на банкетах в юкаку. Они распаляли клиентов проституток непристойными шутками и народными песнями. Первой гейшей женского пола была Касэн из домика Огия в Ёсиваре. Касэн работала проституткой, но сумела выплатить долг по контракту и стала свободной, перейдя в гейши в 1761 году. Изначально гейши делились на несколько разновидностей: сиро-гэйся (яп. 白芸者, «белая гейша») занималась только развлечением гостей, а короби-гэйся (яп. 転び芸者, «опрокидывающаяся гейша») могла торговать телом. В 1779 году профессия гейш стала существовать официально, появился офис «кэмбан» (яп. 見番), установивший правила для них. Гейшам в юкаку было запрещено спать и даже сидеть рядом с клиентами юдзё, носить яркие кимоно, гребни и кандзаси в причёске. Гейши района Миягава-тё ещё в 1960-х имели сомнительную репутацию из-за того, что в прошлом практиковали «двойную регистрацию» как гейши и как проститутки. Однако, несмотря на то, что гейш часто уличали в нарушении закона о проституции, в 1957 году, когда проституция была запрещена, их профессия осталась легальна.
«Золотой век» гейш пришёлся на 1860-е годы, в те времена они были настоящими звёздами, музами для многих поэтов и художников. Тогда же и были заложены традиции их искусства, дошедшего до сегодняшних дней. Гейши смогли добиться популярности благодаря тому, что они, во-первых, были более современными, чем старомодные юдзё; кроме того, проститутки жаждали только денег, когда гейши славились добрым сердцем и отзывчивостью.
После реставрации Мэйдзи правительство, озабоченное имиджем страны в глазах викторианского мира, выпустило «Петицию об освобождении гейш и проституток». Все долги гейш и проституток были списаны, контракты на обучение стало можно заключать только на семь лет, а обновлять лишь по согласию сторон. Все города получили право регистрировать проституток и гейш. Все гейши теперь могли вернуться домой, но многие не захотели сделать это, и в 1874 году законы были изменены. Был введён налог, который шёл на финансирование Женской мастерской (яп. 如工場 нёко:ба), где гейш должны были учить рукоделию, обращению с шелковичными червями, музыке, танцам, чтению и бухучёту, что позволило бы им найти работу в случае необходимости. Обучение было обязательным. Гейш вызывали на о-дзасики прямо из нёкоба, причём в случае, если банкет кончался до окончания рабочего дня, гейша должна была вернуться к занятиям. Через семь лет, в 1881 году, эксперимент был отменён.
В 1886 году гейшам было предписано брать фиксированную плату за услуги, что привело к стандартизации цен, которые ранее были предметом торга между клиентом и чайным домиком; в основном, в XIX веке плата у разных гейш остаётся примерно одинаковой. Правительство Мэйдзи, тем не менее, в отличие от сёгуната, не стремилось к запрещению излишеств в юкаку и ханамати: сёгунат строго следил за соблюдением многочисленных законов, регулировавших фасон и цвет одежды, причёски, украшения и предметы домашнего обихода, а новое правительство решило оставить карюкай в качестве островка свободы.
В 1890-х гейши стали восприниматься обществом как часть ушедшего периода Эдо, как хранительницы «настоящего японского духа». В 1898 году в Японии было около 25 000 гейш. Набирающие популярность милитаристы считали гейш достойным способом отдохнуть для патриота, и сами гейши выказывали любовь к родине разнообразными способами; к примеру, в Русско-японскую войну организованная группа гейш отказалась от одновременного ношения трёх кимоно, начав носить только два. В 1900 году появился очередной закон об организации работы «весёлых» кварталов, окончательно разделивший гейш и проституток.
В 1920-х годах количество гейш возросло многократно: с 1905 года их число возросло с 2300 до 10 000. Так как «традиционное японское» стало считаться «устаревшим», а также в силу инерционного восприятия гейш как новаторов, гейши начали экспериментировать с западной одеждой, западными танцами, причёсками, однако это вызвало в обществе ожесточённые диспуты относительно роли гейш в новой Японии. Журналист Ивао Танака писал, что гейши — это пупок общества, а в 1935 году вышла книга Хрестоматия гейш (яп. 芸妓読本 гэйги токухон), содержавшая эссе, написанные людьми самых разных профессий, где они делились мыслями относительно дальнейшей судьбы гейш. Некоторые авторы рисовали гейшам блестящее будущее в качестве хранительниц традиций, другие выступали с критикой, утверждая, что гейши неграмотны и невежественны. Третьи же считали, что профессия изжила себя и должна исчезнуть.
В 1937 году растущие националистические настроения замедлили вестернизацию Японии; в войну гейши снова пережили небольшой подъём, сменившийся стагнацией в 1944, вызванной запретом на работу чайных домов. Правительство предписывало гейшам идти на работу на фабриках, но многие договаривались со своими патронами, чтобы те лишь записывали их в качестве работниц. После войны был достигнут социальный консенсус о том, что гейшам не следует осовремениваться. Именно с этого момента слово «гейша» стало означать «хранительница традиций». Послевоенный Киото испытал подъём: он не подвергался бомбёжкам, благодаря чему его чайные домики посещали жители пострадавшей Осаки.
В XXI веке гейши рекламируют товары и услуги, выступают на благотворительных вечерах, а также ищут новые способы повышения популярности профессии: к примеру, гейши Камиситикэна подают пиво в летнем саду, пиво разливают также работницы Гиона; гейши выступают на открытии бейсбольного сезона.
Во второй половине XX века число гейш неуклонно сокращалось. В 1999 году в Киото работало 195 гейш и 55 майко, из них 90 и 55 соответственно работало в Гион-кобу. В 2008 году число учениц в Киото впервые за 50 лет достигло 100. В закрывшихся ханамати стали вновь появляться ученицы.
Тем не менее, в ближайшее время профессию может ожидать серьёзный кризис: к примеру, в Киото работают всего трое одевальщиков, двое из которых в преклонном возрасте; парикмахерских, занимающихся париками, лишь две. Постепенно стареют и уходят на пенсию специалисты по традиционным ремёслам, на чью продукцию опирается профессия: мастера раскрашивания тканей в технике юдзэн, изготовители вееров и так далее

## Труд и быт гейши

### Распорядок дня
День учениц начинается около восьми утра, а гейш — в 10. Затем и гейши, и ученицы идут на занятия танцами, музыкой, икэбаной и другими искусствами, набор которых зависит как от специализации конкретной гейши, так и от традиций данного города или квартала (к примеру, в Андзё гейши играют на флейте нокан). По возвращении, около шести вечера, молодые гейши и ученицы накладывают макияж и переодеваются в рабочее кимоно, а затем идут на банкеты. Из-за того, что ни гейши, ни ученицы не едят на вечеринках, перед работой они плотно ужинают. В Киото перед банкетами гейша должна зайти в каждый чайный домик, где работала вчера, и поблагодарить его хозяйку за вчерашнюю заботу. День гейши заканчивается глубоким вечером — в час ночи или даже позже.
- Майко 1910-х учатся игре на кото
- Майко идёт на занятия в театр Понто-тё
- Нёкоба района Гион

### О-дзасики
Важными профессиональными качествами гейши как тамады являются умение заинтересовать клиентов, позволяя им расслабиться, забыв о работе, а также навык хранить тайны клиентов. Ученицам и гейшам предписывается для этого при каждой встрече здороваться с клиентом, даже если он был на предыдущем банкете с этой же гейшей.
О-дзасики включают в себя еду в высоком стиле кайсэки, игры, а также танцы в стиле танцевальной школы, специфичной для данного конкретного района. На о-дзасики как клиенты, так и гейши употребляют много алкоголя, обычно пива или саке, однако ученицы не пьют, так как это считается неподобающим. Гейши не едят на о-дзасики.
На о-дзасики гейши также обслуживают важных гостей, прибывающих в Японию с деловыми визитами: президентов, королей и императоров. Президент Форд и королева Елизавета бывали на о-дзасики в Гионе. Самого важного клиента усаживают на место рядом с токонома, чтобы гейши могли быстро сориентироваться, кому уделять больше внимания.
Игры на банкетах обычно представляют собой соревнования в ловкости, а проигравший должен осушить небольшую рюмку саке.
- Камень, ножницы, бумага[45].
- Компира фунэ-фунэ (яп. 金比羅船船, лодочка-лодка Компиры, бога-покровителя навигации) — двое играющих по очереди касаются лежащей тарелочки открытой ладонью, если один из игроков в свой ход взял тарелочку, второй должен коснуться места, где та лежала, кулаком. Перепутавший действия проигрывает.
- Тосэнкё (часто играют не на очки по правилам, а просто на «сбил игрушку»).
- Гоиситори (яп. 碁石取り, брать камни для го палочками).
- Надломанную палочку раскручивают в руках. Проигрывает тот, в кого угодит отлетевшая половина[47].
- Тора-тора (яп. 虎虎, тигр-тигр) — разновидность игры «камень, ножницы, бумага», в которой играющие должны одновременно выйти из-за ширмы, приняв вид тигра, охотника или старухи[48].

Заработок гейши в чайном доме обычно составляет фиксированная почасовая плата. Подсчёт времени изначально вели с помощью ароматических палочек, сгоравших за определённое время. Когда гейша собиралась уходить с вечеринки, хозяйка подсчитывала огарки от палочек и вписывала их в счёт человека, который пригласил гейшу. Кроме того, гейши получают чаевые, называемые «цветочными деньгами». Экономической стороной жизни ханамати ведает организация «камбукан» (幹部館), она подсчитывает все доходы каждой из гейш и публикует имена самых успешных из них. Именно так появилась информация о доходах Минэко Ивасаки, самой высокооплачиваемой гейши всех времён.
- О-дзасики периода Тайсё
- Постановочное фото, изображающее о-дзасики 1914—1918 годов
- Гейша на о-дзасики

### Другие виды работы
Кроме о-дзасики, гейшу можно нанять для посещения спектакля, прогулки или совместного похода в ресторан (яп. ご飯を食べ гохан о табэ, «поедание риса»). Клиент может выбрать, должна ли гейша прийти в полном облачении с макияжем, в простом кимоно или же вовсе в западной одежде.
Наиболее талантливые и успешные гейши демонстрируют своё умение играть на музыкальных инструментах, петь и танцевать на периодически проводимых фестивалях, открытых для широкой публики. У каждого из киотоских кварталов гейш есть свой фестиваль: у Гион Кобу — 都をどり Мияко одори, у Камиситикэна — 北野をどり Китано одори. В Токио и других городах имеются городские фестивали танцев гейш. Первым подобным фестивалем был Мияко одори, целью проведения которого было создание имиджа города с богатой историей и культурой для Киото.　Подобные выступления позволяют гейше стать широко известной и популярной личностью, однако почти не приносят дохода. Кроме того, из-за сохраняющейся системы иэмото гейши не могут выбирать ни репертуар, ни аксессуары, ни даже место проведения выступления.
Гейши и ученицы участвуют и в других городских мероприятиях. После Великого восточнояпонского землетрясения гейши собирали пожертвования, стоя в людных местах с ящичками для подаяний.

### Календарь праздников в Киото
Календарь праздников, которые отмечают гейши, в каждом городе и даже квартале свой. Далее приведён календарь для Киото.
- 13 декабря — Котохадзимэ (яп. 事始, «начало дел»), гейши наносят визиты учителям и хозяевам о-тяя, дарят подарки и просят помощи в новом году[41][52].
- 4—7 января — Син-айсацу (яп. 新挨拶), гейши и майко надевают формальные кимоно-куромонцуки и обходят местные чайные дома и окия с поздравлениями[53]
- 7 января (Гион-кобу, Гион-хигаси, Понто-тё, Миягава-тё), 9 января (Камиситикэн) — Сигёсики (яп. 始業式) гейши и майко, заработавшие больше всех в прошлом году, получают награды, глава школы танца Иноуэ выступает с танцем «Яматобуми»[53].
- 13 января, Гион-кобу — Хацуёри (яп. 初より) гейши и майко посещают главу школы Иноуэ[53].
- 4 февраля — Сэцубун — майко выступают в храмах и разбрасывают жареные бобы в толпу; считается, что они отгоняют злых духов[54]. С Сэцубуном связан также ритуал переодевания Обакэ (яп. お化け), гейши и ученицы в дни празднования сэцубуна переодеваются в исторических деятелей, мифологических персонажей и просто комических персон, к примеру, пожилые одеваются в юных учениц, а ученицы могут играть мужчин[55][56].
- 25 февраля, Камиститкэн — Байкасай (яп. 梅花祭), фестиваль сливового цвета; майко и гейши проводят особую чайную церемонию в парке[57].
- 20 марта, Гион — Оиси-ки (яп. 大石忌), выступление в чайном домике Итирики-тяя[англ.] в память об Оиси Ёсио[англ.][58].
- 25 марта — 7 апреля, Камиситикэн — Китано одори (яп. 北野をどり) — танцевальное представление в театре Камиситикэн-кабурэндзё.
- 1—30 апреля, Гион-кобу — Мияко одори, танцевальное представление в театре Гион-кобу-кабурэндзё или Минами-дза.
- 1—16 апреля, Миягава-тё — Кё-одори (яп. 京をどり) — танцевальное представление в театре Миягава-тё-кабурэндзё.
- 16 апреля, Гион-кобу, Гион-хигаси, Миягава-тё, Понто-тё — Хэйан-дзингу рэйтайсай хоно буё (яп. 平安神宮例大祭奉納舞踊), исполнение трёх танцев гейшами и майко в честь переноса столицы из Нары в Киото[58].
- 1—24 мая, Понто-тё — Камогава одори (яп. 鴨川をどり) — танцевальное представление в театре Понто-тё-кабурэндзё.
- 1—31 июля, Гион — Гион-мацури[58]:
  - 7 июля, Гион-кобу — Мияби-кай (яп. みやび会) — майко и гейши в одинаковых юкатах молятся в святилище Ясака вместе с главой школы Иноуэ об успехах в танцах[58].
  - 17 июля, — парад на платформах[58].
  - 24 июля — Ханагаса-дзюнко (яп. 花傘巡行), танцевальный парад в соломенных шляпах, украшенных цветами[58].
- 1 августа — Хассаку (яп. 八朔), гейши и майко обходят своих учителей и чайные дома и благодарят за поддержку[59].
- 4 октября, Камиситикэн — Дзуйки-мацури (яп. ずいき祭), по ханамати проходит процессия к святилищу Китано-Тэммангу, а гейши приветствуют участников парада с тротуара, стоя возле чайных домиков[59].
- 22 октября, Гион-кобу и Понто-тё — Дзидай-мацури, майко и гейши одеваются в костюмы известных женщин прошлого (Оно-но Комати, Томоэ Годзэн и других) и принимают участие в параде[60].
- 1—10 ноября — Гион одори (яп. 祇園をどり), танцевальный фестиваль района Гион-хигаси.
- 8 ноября — Каникакуни-сай (яп. かにかくに際), гейша и три майко возлагают хризантемы к памятнику Ёсии Исаму[52].
- 1 декабря, Камиситикэн — Окэнтя (яп. お献茶), чайная церемония в Китано-Тэммангу[52].
- начало декабря — Каомисэ-сокэн (яп. 顔見世素見), на 4-й и 5-й день майко и гейши посещают премьеру спектакля кабуки в Минами-дза[52].
- 31 декабря — Окото-оу-сан (яп. お事多うさん), майко и гейши посещают чайные домики и поздравляют их персонал с наступающим Новым годом, после чего могут сходить в святилище за горящей лучиной, которую несут в свой окия для того, чтобы затем разжечь ею домашний очаг[52].

## Обучение
Жизнь и быт маленьких девочек, будущих гейш, с раннего возраста проходила в домах гейш — окия (яп. 置屋) — куда их зачастую продавали бедные семьи. Всё своё детство они вынуждены были работать сначала служанками, затем и ассистентками более старших гейш в доме, которые обучали этих девочек азам будущей профессии и в дальнейшем помогали получать образование. В Японии подобная традиция имеет древние корни: ученик живёт в доме у своего учителя искусств, занимаясь сначала домашней работой, ассистируя ему и становясь в итоге мастером своего ремесла.
Курс обучения в специализированных учебных заведениях включает в себя различные виды искусств, которыми должна владеть гейша: игра на музыкальных инструментах: японской лютне — сямисэне, — флейте «фуэ» и барабане «цудзуми»; традиционные виды пения, традиционный танец, искусство ведения чайной церемонии, искусство составления цветочных композиций — икэбана, поэзия, каллиграфия, живопись — то есть те виды искусств, которые позволят гейше в дальнейшем развлекать своих клиентов. Обучаясь, будущая гейша регистрируется в кэмбане, что позволяет ей в дальнейшем иметь отношения с чайными домами. Посещение занятий является частью жизни гейши вплоть до окончания нахождения в профессии. Гейши, помимо этого, следят за прессой и мировыми новостями. Это требуется для того, чтобы поддерживать с клиентами разговоры на любые темы, расслабить их.
Наблюдая за старшей гейшей у себя в доме, девочки учились подбирать подходящее для требуемой цели кимоно, надевать его, а также обучались искусству ведения беседы: на начальном этапе ученицы больше молчат, а более умелые гейши могут вести непринуждённую беседу, в том числе с иностранцами и важными гостями. Однако, не обязательно, что непосредственно старшая гейша окия будет заниматься с будущей гейшей: ученица обзаводится так называемой «старшей сестрой» (теоретически, это может быть любая девушка, ставшая гейшей, или, в киотоских кварталах Миягава-тё, Гион-хигаси, даже только старшей майко), которая и должна обучать её, свою «младшую сестру». Зачастую старшей сестрой становится старшая гейша в доме, однако у этого правила существует множество исключений. Так, старшей сестрой гэйко Ваканы (яп. 若奈) из окия Тама (яп. 多麻) была гэйко из окия Миками (яп. 三上) по имени Накако (яп. 奈加子). В квартале Камиситикэн в окия часто работает всего одна-две гейши, поэтому у начинающих вовсе нет «старшей сестры», а обучение контролирует хозяйка окия.
«Старшая сестра» должна быть назначена хозяйкой окия; для создания условных уз родства проводится церемония, аналогичная «сан-сан-кудо» (яп. 三々九度, дословно «три по три — девять раз»), которая является кульминацией японской свадьбы. Младшая и старшая сёстры по очереди пьют по три глотка из трёх маленьких чашек саке, произнося обещания заботиться друг о друге. Сестринство не является уникальной чертой общества гейш, подобный подход применяется, среди прочего, в сумо и якудза. Институт сестринства имеет множество аллюзий на свадьбу, в частности, младшая сестра уподобляется невесте, а старшая — жениху, а прошлая семья младшей сестры должна уступить место новой семье в мире карюкай.

### Становление гейши
Несмотря на то, что в период Мэйдзи самыми процветающими и престижными ханамати были токийские Симбаси и Янагибаси, в XX веке таковыми являются ханамати Киото. В городе Нара также сохраняется традиционный уклад жизни гейш; в мелких городах, например, Андзё, он претерпел значительные изменения. К примеру, в Киото по сей день сохраняется правило «новичкам нельзя» (яп. 一見さんお断り итигэнсан окотовари) — впервые на о-дзасики можно прийти только по приглашению постоянного клиента. В других городах, например, в Нагое это правило уже не имеет силы: единственным условием является проведение о-дзасики в традиционном японском ресторане или отеле.

#### В Киото и Наре
Так как сейчас в Японии введено обязательное среднее образование, девочка не может стать ученицей гейши, пока не получит школьный аттестат в 15 лет. Вне Киото и Нары ученицами разрешено становиться лишь с 18. После достижения требуемого возраста соискательница вольна договориться с владелицей одного из домиков гейш (окия) и стать там «сикоми», прислужницей. Сикоми выполняет хозяйственные работы, убирает дом и помогает старшим сёстрам одеваться. Сикоми посещает занятия точно так же, как и гейши. Сикоми запрещено звонить домой, она может только писать письма. В Киото перед тем, как стать майко, ученицей, сикоми на короткий срок (две недели) превращается в минараи (слово означает метод обучения наблюдением за старшими). Минараи носит ту же причёску, что и майко, но её пояс оби свисает только на половину длины, а кимоно более разноцветное, по сравнению с майко. Минараи посещает банкеты, но только как наблюдатель.
Через полгода, по правилам Киото, после сдачи экзамена происходит церемония инициации, «мисэдаси» — с этого момента соискательницы называются начинающими гейшами (майко) и получают рабочий псевдоним «имя для искусства» (яп. 芸名 гэймэй), включающее, в подавляющем большинстве случаев, часть имени своей старшей сестры или общий для этого окия компонент. Подобная практика не уникальна для гейш, в Японии деятели искусств часто имеют несколько имён. Примером «общего компонента» могут являться гейши окия Тама в Гион Кобу, в котором есть «ветвь мамэ»: Мамэтэру, Мамэхару, Мамэсудзу; «ветвь ха»: Судзуха, Маюха, Котоха и другие, причём гейши одной «ветви» могут не являться «сёстрами». После мисэдаси майко всегда носит традиционную японскую причёску на собственных волосах и одевается в кимоно. В данный период задача старшей сестры состоит в знакомстве начинающей гейши со своими клиентами. Именно поэтому так важен опыт старшей сестры: чем популярней она будет, тем больше шансов у начинающей гейши будет обрести хорошую клиентскую базу.
Следующим шагом майко раньше была потеря девственности — «мидзуагэ», — церемония, отмечающая повышение её статуса к старшей майко и смене причёски с варэсинобу на офуку. Сейчас мидзуагэ не проводится.
Майко Киото и Нары меняют причёску, символизирующую шаги, ведущие к становлению гейшей: сперва варэсинобу, затем офуку. Перед тем, как сменить кимоно и причёску на подобающие статусу гейши, происходит церемония «смены воротничка», эри-каэ. Воротничок майко вышит белыми и золотыми нитями, а гейши носят гладкий белый. Последняя причёска майко происходит от свадебной причёски прошлого, поэтому церемонию эри-каэ Лайза Дэлби называет также «engagement», «помолвка». На церемонии «эри-каэ» прядь пучка волос причёски сакко символически стригут, чтобы более взрослой причёской обозначить переход от девочки к молодой женщине. Сейчас майко становятся гейшами в 20 или 21 год, в зависимости от успеха и желания хозяйки окия.
У гейш Киото музыканты (яп. 地方 дзиката) стоят на более низкой ступени иерархии, чем танцовщицы (яп. 立方 татиката), однако это не универсальное правило, к примеру, в Атами владеющие сямисэном музыканты получают на треть больше танцоров.
- Минараи
- Мисэдаси
- «Варэсинобу»
- «Варэсинобу» сзади
- «Офуку» сзади

#### В других городах
Хотя в Киото гейши достигли всемирной славы, в других японских городах тоже есть окия и гейши. Во многих городах традиции отличаются от киотоских. Например, в Токио и Ямагате ученицы носят парики, а не причёски на своих волосах. В Токио срок обучения хангёку (местное название ученицы) — от полугода до трёх лет. В городе Андзё имеется шесть окия, а соискательницы пропускают период ученичества, из сикоми становясь сразу гейшами. Майко города Нагоя носят разноцветные воротники, вместо обычных для Киото бело-красных. Распространённое мнение о том, что гейши вне Киото менее умелы в связи с укороченным периодом обучения, не имеют под собой основания. Гейши учатся всю жизнь, только в Токио период интенсивного обучения перемещён на первые годы бытия гейшей.
- Две хангёку с симэ-дайко и гейша с цудзуми из Асакусы
- Гейша из Ниигаты на о-дзасики
- Гейша на мацури в Токио

### Дальнейшая карьера
С 18 лет гейша получает возможность обрести «данна». Изначально «данна» — покровитель, иногда бывший любовником гейши, а иногда просто выступавший в роли мецената. Зачастую, но отнюдь не обязательно, гейшу и данна связывают тесные любовные отношения, включающие рождение детей. Обязанность данна состоит в том, что он должен покрывать многочисленные текущие расходы гейши, которой он покровительствует (например, приобретает для неё кимоно), а также способствовать росту её популярности. Появление одного или нескольких данна в карьере гейши не является обязательным элементом, однако без этого гейше сложнее оставить окия и стать полномасштабной звездой в своей профессии. Институт данна существует и поныне; заполнявшие опросник Дэлби гейши на вопрос: «Зачем вам данна?» отвечали: «Нужен близкий человек» (~50 %), для того, чтобы хватало денег (~25 %).
Имидж гейши как «слуги мужчин» является неверным: гейши обладают экономическими свободами и значительно более независимы, чем обычные японские жёны. Кроме того, идеал гейши — не безмолвная и покорная «ямато-надэсико», а гибкая ива (отсюда название карюкай). Даже на о-дзасики не только гейша наливает гостю выпивку, но и он должен налить ей бокал в ответ. С другой стороны, в 2022 году Киёха Киритака, пробывшая майко несколько месяцев, рассказала в Твиттере о том, что её, тогда шестнадцатилетнюю, заставляли пить огромное количество алкоголя и уговаривали принимать ванны с клиентами, а также сообщила, что её окия принуждает майко брать себе данна и занимается продажей девственности своих воспитанниц.

### Уход из профессии
Гейша должна покинуть окия, если выходит замуж. Но некоторые гейши, особенно сегодня, не хотят оставаться в профессии до старости и уходят просто по собственному желанию. Какой бы ни была причина, организовывается церемония хики-иваи (яп. 引き祝い, поздравление с уходом): эта традиция была заимствована из кварталов проституток и организовывалась, если проститутка выплатила свои долги и могла вернуться в японское общество. Покидающая ханамати гейша рассылает своим учителям, клиентам, хозяевам чайных домиков, где работала, матушкам окия особое угощение: коробочку варёного риса. В случае, если она уходит по причине брака, или просто оставляет возможность возвращения, в коробку кладётся красный рис, а если о возвращении не может быть и речи — то белый.

### Гейша и окия
Окия — место, где живут ученицы и гейши, не получившие ещё самостоятельности. При поступлении на работу в окия (а учёба на гейшу тоже считается работой) чаще всего заключается контракт от 5 до 7 лет. По истечении этого срока гейша продолжает работу или уходит из окия. В Токио ученица может жить на съёмной квартире, в Киото же все ученицы в обязательном порядке переезжают в окия, даже если являются коренными жительницами Киото.
При многих окия имеются «чайные домики», о-тяя (яп. お茶屋). Это не обычные «чайные дома», а особые помещения, где происходят банкеты с гейшами и ученицами. Название «о-тяя» — киотоское, в Токио используется слово матиай (яп. 待合, «(место для) ожиданной встречи»), хотя более корректно называть подобные заведения «ресторанами» (яп. 料亭 рё:тэй). В Токио матиай никогда не бывают одновременно и окия.
Как уже отмечалось, в дом гейш попадали девочки, зачастую проданные туда своими родителями, другие являлись дочерьми хозяйки дома — гейши, в силу возраста прекратившей свою работу и выполняющей в своём доме бухгалтерские функции. В случае, если у хозяйки отсутствует наследница, она может удочерить какую-либо из своих работниц, что позволит хозяйке получать весь доход, приносимый приёмной дочерью. Удочерение хозяйкой позволяет гейше получить фамилию общины, она становится атотори (яп. 跡取り, наследницей), а также получает право в будущем унаследовать имущество окия.
Сосуществование окия и гейши, проживающей в ней, взаимовыгодно обеим сторонам: окия получает стабильный доход, гейша же получает доступ к обширной коллекции крайне дорогостоящих украшений, аксессуаров и кимоно, без которых она не может заниматься своей профессией. Точнее, гейша получает право заказывать кимоно за счёт окия, так как каждое кимоно в жизни гейши является неприкосновенной собственностью, забрать без спросу чужое кимоно приравнивается к посягательству на личную неприкосновенность. Зачастую старшая сестра, надев несколько раз кимоно, передаёт его младшей. Тем не менее, известны случаи, когда одно и то же кимоно, принадлежащее окия, используется для эри-каэ нескольких гейш.
Окия также называются яката (яп. 屋形, «дворец», «поместье»).

### Неяпонские гейши
С 1975 по 1976 годы в ханамати Понто-тё гейшей без оформления работала американский антрополог Лайза Дэлби. Лайза исполняла обязанности гейши для лучшего понимания их мира: она работала над диссертацией.
В декабре 2007 года в районе Асакуса, Токио, дебютировала одна из первых гейш неяпонского происхождения, Фиона Грэм, работавшая под псевдонимом Саюки. Она продолжала работу в этой области более трёх лет, однако в феврале 2010 Саюки была уволена за нарушение правил сообщества.
Пятого октября 2010 года в окия Итикома города Андзё дебютировала гейша Ибу украинского происхождения.
С апреля 2011 года в окия онсэна «Идзунагаока» (Идзунокуни, преф. Сидзуока) гейшей работает румынка Изабелла Оноу.
С сентября 2012 года в городе Симода китаянка Чжан Сюэ проходила обучение на гейшу.
Гейша Кимитё (яп. 君蝶) американского происхождения дебютировала в токийском ханамати Ёсиноя в начале 2016 года.

## Гейши и проституция
Вопреки достаточно расхожему мнению, профессия гейши не предполагает занятия проституцией. Немаловажно, что с момента появления профессии гейши им было законодательно запрещено оказывать сексуальные услуги за деньги.
Однако существуют так называемые «онсэн-гэйся», девушки на горячих источниках, известные общим недостатком мастерства и возможностью оказать секс за деньги; героиня произведения Ясунари Кавабаты «Снежная страна» — именно такая «гейша», а, скорее, хостесс. Слово «онсэн-гейша» часто используется в качестве эвфемизма для проститутки.

### Внешние различия
В японской индустрии развлечений гейши и юдзё (проститутки) исторически занимали разные позиции, что проявлялось во внешних различиях: проститутка повязывала пояс своего кимоно простым узлом спереди, что позволяло его развязывать много раз в день, узел пояса гейши завязывается сзади сложным узлом, и без посторонней помощи развязать и, тем более, завязать, его невозможно. Гейш одевают специальные люди, называющиеся отокоси (яп. 男衆). Помимо разных способов завязывания пояса, в одежде и причёске гейш и японских высококлассных куртизанок таю и ойран существовало множество предписанных различий во внешности, которые не позволяли спутать гейшу с куртизанкой или проституткой, а также чётко указывали на социальный статус женщины и её род занятий. Каждый ранг проституток был чётко оговорён: таю должны были носить в причёске четыре шпильки с длинными подвесками и три гребня, а куртизанки третьего ранга, обслуживающие борцов сумо — два гребня. Носить шпильки с подвесками им было запрещено. Гейши, в свою очередь, могли носить только простой гребень и небольшую шпильку.

## Гейши в поп-культуре
В конце XX столетия образ гейши был адаптирован для западной массовой культуры. Растущий интерес к этому феномену, а также экзотичность образа гейши способствовали появлению заметного числа произведений, обращающихся к этой японской профессии.
Так, в 1997 году был опубликован роман Артура Голдена «Мемуары гейши», рассказывающий о жизни девочки из рыбацкого посёлка, Чио Сакамото, ставшей впоследствии известной гейшей под именем Саюри Нитта. Огромная популярность и множество фактических ошибок книги способствовали появлению новых аналогичных романов. К примеру, Минэко Ивасаки, чьё жизнеописание легло в основу бестселлера Артура Голдена, написала весьма успешную автобиографию — в России издана под названием «Настоящие мемуары гейши» (в США — «Гейша, жизнь», англ. Geisha, A Life, в Великобритании — «Гейша Гиона» англ. Geisha of Gion). Значительным успехом пользовалась и вышедшая в 2005 году экранизация книги Голдена. Книга Ивасаки также экранизирована под названием Хана-икуса, «Война цветов».
В 1998 году певица Мадонна появилась в облачении и макияже гейши на церемонии вручения наград «Грэмми». В следующем году она предстала в подобном образе в видеоклипе на песню Nothing Really Matters, а в 2001 году часть представления в рамках турне Drowned World была стилизована под японскую тематику.
Использование образа гейши в поп-культуре привело к весьма значительному искажению представлений западной публики о роли гейши в культуре Японии. Большинство современных западных авторов не имеют достаточных знаний о профессии гейш, а также об укладе традиционного японского общества, которое они стремятся описать, а в некоторых случаях — неправдоподобность порождается желанием соответствовать интересам и ожиданиям публики, воспитанной в рамках западной культуры. Портреты и описания, появляющиеся в их работах, не являются достаточно реалистичным описанием быта гейш; подобные произведения в значительной части представляют собой стилизацию.

## Современные гейши-мужчины
В Японии гейшами (не путать с тайкомоти) работает двое мужчин: Эйтаро, работающий в токийском ханамати Мукодзима, и Акари на онсэне Насу в городе Тотиги. Мать Эйтаро сама была гейшей, и он рос в «мире цветов и ив», из-за чего также решил вступить на эту стезю. И Эйтаро, и Акари накладывают такой же макияж, что и другие гейши, и носят женское кимоно.

### Сноски
1. ↑  Большой толковый словарь русского языка. Гл. ред. С. А. Кузнецов. Первое издание: СПб.: Норинт, 1998.
2. 1 2  Ивасаки Минэко, «Настоящие мемуары гейши»; Амфора, 2007
3. ↑  Dalby, 2000, p. 145.
4. ↑  Интервью Лайзы Делби еженедельнику «BaySpo». Дата обращения: 1 марта 2012. Архивировано 29 февраля 2012 года.
5. 1 2  Dalby, 2000, p. 18.
6. ↑  Dalby, 2000, p. 327.
7. 1 2  Aihara, 1999, p. 6—7.
8. ↑  Сайт Наоми Грэм-Диаз Архивная копия от 8 февраля 2010 на Wayback Machine
9. ↑  Dalby, 2000, p. 329.
10. 1 2  Первые после Второй мировой войны ученицы гейши дебютируют в Симбаси. Дата обращения: 19 апреля 2010. Архивировано 11 марта 2010 года.
11. 1 2 3  Dalby, 2000, p. 16.
12. ↑  Dalby, 2000, p. 58.
13. 1 2  Dalby, 2000, p. 322.
14. 1 2  Dalby, 2000, p. 59.
15. ↑  Dalby, 2000, p. 6.
16. 1 2  Dalby, 2000, p. 65.
17. ↑  Dalby, 2000, p. 68.
18. ↑  Dalby, 2000, p. 69.
19. ↑  Dalby, 2000, p. 71.
20. ↑  Dalby, 2000, p. 72.
21. 1 2  Dalby, 2000, p. 73.
22. 1 2  Dalby, 2000, p. 74.
23. ↑  加藤政洋. 花街 異空間の都市史. — 朝日新聞社, 2005. — С. 18—19. — ISBN 978-4022598851.
24. ↑  Dalby, 2000, p. 75.
25. ↑  Dalby, 2000, p. 80.
26. ↑  Dalby, 2000, p. 81.
27. ↑  Миякэ Кокэн, 芸妓読本, 1935
28. ↑  Dalby, 2000, p. 98.
29. ↑  Dalby, 2000, p. 99.
30. ↑  Dalby, 2000, p. 135.
31. ↑  Находящиеся в бедственном положении гейши меняют чай и поэзию на стакан пива. Дата обращения: 12 июня 2012. Архивировано 2 ноября 2013 года.
32. ↑  Гейши становятся барменшами, чтобы удержать «плывущий мир» Японии на плаву. Дата обращения: 12 июня 2012. Архивировано 20 сентября 2011 года.
33. 1 2 3  Прогулки с майко по Киото. Дата обращения: 12 июня 2012. Архивировано 24 июня 2012 года.
34. ↑  Aihara, 1999, p. 10.
35. ↑  Возвращение гейши. Дата обращения: 12 июня 2012. Архивировано 25 декабря 2010 года.
36. ↑  [花街の舞台裏 舞妓さんを支える男衆（おとこし）に密着! передача про отокоси на японском ТВ, 16 апреля 2009
37. ↑  Dalby, 2000, p. 137.
38. ↑  株式会社KYO-ZON. 100年先を共に創る～つくり手と使い手～ 花街編 (англ.). 京都市産業観光局クリエイティブ産業振興室 (12 апреля 2022). Дата обращения: 12 августа 2022. Архивировано 13 августа 2022 года.
39. ↑  Dalby, 2000, p. 26.
40. ↑  Dalby, 2000, p. 110.
41. 1 2  Dalby, 2000, p. 102.
42. ↑  Downer, L. Geisha (2001), 6: their whole profession depends on their ability to keep secrets
43. 1 2  Гейша Икуко: «Просто выглядеть красивой недостаточно». Дата обращения: 28 февраля 2012. Архивировано 22 мая 2012 года.
44. ↑  Dalby, 2000, p. 147.
45. 1 2  Dalby, 2000, p. 23.
46. ↑  Телепрограмма 「日本の象徴」 на YouTube
47. ↑  Передача NBC «The secret life of geishas» на YouTube
48. ↑  Передача Hello! Nippon на YouTube
49. ↑  飯田, 2001.
50. ↑  Dalby, 2000, p. 160.
51. ↑  Welcome to Kyoto — Miyako Odori (Dance of the Capital) Архивная копия от 23 мая 2012 на Wayback Machine
52. 1 2 3 4 5  Aihara, 1999, p. 113.
53. 1 2 3  Aihara, 1999, p. 106.
54. ↑  Aihara, 1999, p. 107.
55. ↑  Dalby, 2000.
56. ↑  Aihara, 1999, p. 107—108.
57. ↑  梅花祭 (яп.). 小学館. Дата обращения: 11 августа 2022. Архивировано 11 августа 2022 года.
58. 1 2 3 4 5 6  Aihara, 1999, p. 108.
59. 1 2  Aihara, 1999, p. 110.
60. ↑  Aihara, 1999, p. 110—111.
61. ↑  Жить согласно принципам: гейша Тикако Пари. Дата обращения: 12 июня 2012. Архивировано 28 ноября 2013 года.
62. ↑  Dalby, 2000, p. 20.
63. 1 2  Dalby, 2000, p. 42.
64. ↑  Dalby, 2000, p. 41.
65. ↑  Aihara, 1999, p. 6.
66. ↑  Сайт окия Нагои (недоступная ссылка)
67. ↑  Объединённый сайт всех ханамати Киото — десять условий для того, чтобы стать майко Архивная копия от 6 октября 2009 на Wayback Machine (англ.)
68. ↑  Dalby, 2000, p. 47.
69. ↑  Dalby, 2000, p. 39.
70. ↑  Dalby, 2000, p. 36.
71. 1 2  Gion Tourist Guide. 日本髪 (яп.) (24 января 2004). Дата обращения: 10 июля 2013. Архивировано 17 февраля 2012 года.
72. ↑  Dalby, 2000, p. 141.
73. ↑  Dalby, 2000, p. 239.
74. ↑  сайт всех майко Ямагата. Дата обращения: 8 октября 2010. Архивировано 28 марта 2010 года.
75. ↑  Dalby, 2000, p. 188.
76. ↑  Статья о хангёку из Токио. Дата обращения: 8 октября 2010. Архивировано 6 апреля 2010 года.
77. ↑  Фотографии майко Нагои. Дата обращения: 8 октября 2010. Архивировано 2 июля 2013 года.
78. ↑  Dalby, 2000, p. 116.
79. 1 2 3  Dalby, 2000, p. 180.
80. ↑  Dalby, 2000, p. 182.
81. ↑  《元舞妓告発から1カ月》桐貴さんの訴えを封殺する“花街の体質”から見えてきた“お座敷セクハラ”が横行するワケ「舞妓は“子ども”なので『わからしまへん』と返すしかない」 (яп.). 文春[англ.] (2 августа 2022). Дата обращения: 13 августа 2022. Архивировано 2 августа 2022 года.
82. ↑  cweb「じゃんけんで勝った方がお客さんの前を洗うんやで」未成年舞妓に『お風呂洗い』『旦那さん制度』『深夜の酒席』を強いてきた“花街の論理”《弁護士見解「労働契約が必要」》 (яп.). 文春 (2 августа 2022). Дата обращения: 13 августа 2022. Архивировано 2 августа 2022 года.
83. ↑  Dalby, 2000, p. 46.
84. ↑  Dalby, 2000, p. 172.
85. ↑  Dalby, 2000, p. 328.
86. ↑  Dalby, 2000, p. 321.
87. ↑  Turning Japanese: the first foreign geisha, The Independent, 24 January 2008,  Архивная копия от 29 марта 2012 на Wayback Machine
88. ↑  First foreign geisha opens kimono store | Sayuki — Geisha in Asakusa. Дата обращения: 25 мая 2011. Архивировано 19 июня 2011 года.
89. ↑  First ever Western geisha leaves the 'sisterhood'. Дата обращения: 18 сентября 2011. Архивировано 4 мая 2021 года.
90. ↑  блог работника окия Итикома
91. ↑  Тюнити симбун, 1.09.2011, третий разворот. Дата обращения: 23 марта 2012. Архивировано 6 ноября 2014 года.
92. ↑  Румынка расцвела, став гейшей. Дата обращения: 21 марта 2012. Архивировано 22 мая 2012 года.
93. ↑  Geisha in Training. NTDTVCanadaNews на YouTube (англ.)
94. ↑  Yoshinoya website. Дата обращения: 26 марта 2022. Архивировано 9 мая 2021 года.
95. ↑  Dalby, 2000, p. 56.
96. ↑  Dalby, 2000, p. 173.
97. ↑  Dalby, 2000, p. 242.
98. ↑  大森海岸の花柳界復興を 日本唯一の男性女将、まつ乃家栄太朗さん Kyodo News на YouTube (яп.)
99. ↑   (недоступная ссылка) 掘り出しニュース：男性お座敷芸者が那須温泉に誕生　「あかり」さん１９歳 (яп.). — «【栃木】栃木県那須町の那須温泉で、女装してお座敷に出る男性の芸者が誕生した。芸名は「あかり」さん。那須塩原市在住の１９歳だ。那須温泉は景気低迷のあおりで宿泊客が減少。関係者は「芸者界の変わり種として活性化に一役かってもらいたい」と、“あかりさん効果”に期待を掛けている。». Архивировано 19 ноября 2012 года.
100. ↑  В городе-курорте Насу дебютировал юноша-гейша (24 декабря 2010). Дата обращения: 18 ноября 2012. Архивировано 19 ноября 2012 года.

### Комментарии
1. ↑   (яп. 芸伎)
2. ↑   (яп. 舞妓)
3. ↑  Женщины, работающие отокоси, называются онагоси (яп. 女衆, женщина-одевальщик)

### Гейши разных городов Японии
- танец гейш Киото
- Танец гейш, Гифу
- гейши города Мацуяма
- О-дзасики с гейшами, Канадзава
- танец майко по имени Кикувака, Нара
- танец «Куроками» майко Киото (предваряет эри-каэ, переход в гейши)